# Josef Boumedienne
Josef Sami Boumedienne (* 12. ledna 1978 ve Stockholmu) je bývalý švédský hokejový útočník, skaut a trenér.

## Rodina
Jeho otec pochází z Alžírska a matka z Finska. Jeho starší bratr Karim Boumedienne hraje také lední hokej.

## Zajímavosti
Od podzimu 2004 má finské státní občanství, ale hraje za Švédský národní tým.

## Ocenění a úspěchy
- 2001 AHL - All-Star Game
- 2005 SM-l - All-Star Tým
- 2009 SM-l - Nejlepší nahrávač v playoff mezi obránci
- 2009 SM-l - Nejproduktivnější obránce v playoff

## Prvenství

### NHL
- Debut - 6. října 2001 (Washington Capitals proti New Jersey Devils)
- První gól - 6. října 2001 (Washington Capitals proti New Jersey Devils, německému brankáři Olaf Kölzig)
- První asistence - 21. ledna 2004 (Washington Capitals proti Toronto Maple Leafs)

### KHL
- Debut - 12. září 2009 (SKA Petrohrad proti HK Dinamo Minsk)
- První asistence - 14. září 2009 (HK Dinamo Minsk proti Salavat Julajev Ufa)

## Klubová statistika
| Sezóna       | Klub                  | Soutěž       |    | Základní část | Základní část | Základní část | Základní část | Základní část |   | Play off | Play off | Play off | Play off | Play off |
| Sezóna       | Klub                  | Soutěž       | Z  | G             | A             | B             | TM            | Z             | G | A        | B        | TM       |          |          |
| 1996–97      | Södertälje SK         | SEL          | 32 | 1             | 1             | 2             | 32            | —             | — | —        | —        | —        |          |          |
| 1997–98      | Södertälje SK         | SEL          | 26 | 3             | 3             | 6             | 28            | —             | — | —        | —        | —        |          |          |
| 1998–99      | Tappara               | SM-l         | 51 | 6             | 8             | 14            | 119           | —             | — | —        | —        | —        |          |          |
| 1999–00      | Tappara               | SM-l         | 50 | 8             | 24            | 32            | 160           | 4             | 1 | 2        | 3        | 10       |          |          |
| 2000–01      | Albany River Rats     | AHL          | 79 | 8             | 29            | 37            | 117           | —             | — | —        | —        | —        |          |          |
| 2001–02      | Albany River Rats     | AHL          | 9  | 0             | 3             | 3             | 10            | —             | — | —        | —        | —        |          |          |
| 2001–02      | New Jersey Devils     | NHL          | 1  | 1             | 0             | 1             | 2             | —             | — | —        | —        | —        |          |          |
| 2001–02      | Springfield Falcons   | AHL          | 53 | 7             | 25            | 32            | 57            | —             | — | —        | —        | —        |          |          |
| 2001–02      | Tampa Bay Lightning   | NHL          | 3  | 0             | 0             | 0             | 4             | —             | — | —        | —        | —        |          |          |
| 2002–03      | Binghamton Senators   | AHL          | 26 | 2             | 15            | 17            | 62            | —             | — | —        | —        | —        |          |          |
| 2002–03      | Portland Pirates      | AHL          | 44 | 8             | 22            | 30            | 77            | —             | — | —        | —        | —        |          |          |
| 2002–03      | Washington Capitals   | NHL          | 6  | 1             | 0             | 1             | 0             | —             | — | —        | —        | —        |          |          |
| 2003–04      | Portland Pirates      | AHL          | 13 | 1             | 8             | 9             | 10            | —             | — | —        | —        | —        |          |          |
| 2003–04      | Washington Capitals   | NHL          | 37 | 2             | 12            | 14            | 30            | —             | — | —        | —        | —        |          |          |
| 2004–05      | Brynäs IF             | SEL          | 13 | 6             | 0             | 6             | 43            | —             | — | —        | —        | —        |          |          |
| 2004–05      | Oulun Kärpät          | SM-l         | 32 | 5             | 10            | 15            | 58            | 12            | 1 | 5        | 6        | 12       |          |          |
| 2005–06      | ZSC Lions             | NLA          | 17 | 1             | 10            | 11            | 24            | —             | — | —        | —        | —        |          |          |
| 2005–06      | Södertälje SK         | SEL          | 26 | 1             | 19            | 20            | 62            | —             | — | —        | —        | —        |          |          |
| 2006–07      | Oulun Kärpät          | SM-l         | 18 | 2             | 2             | 4             | 36            | 10            | 1 | 3        | 4        | 16       |          |          |
| 2007–08      | Hershey Bears         | AHL          | 52 | 7             | 35            | 42            | 81            | 1             | 0 | 0        | 0        | 2        |          |          |
| 2008–09      | Oulun Kärpät          | SM-l         | 17 | 3             | 7             | 10            | 32            | —             | — | —        | —        | —        |          |          |
| 2008–09      | Toronto Marlies       | AHL          | 19 | 0             | 7             | 7             | 29            | —             | — | —        | —        | —        |          |          |
| 2009–10      | HK Dinamo Minsk       | KHL          | 17 | 0             | 7             | 7             | 30            | —             | — | —        | —        | —        |          |          |
| 2009–10      | EV Zug                | NLA          | 7  | 0             | 4             | 4             | 8             | —             | — | —        | —        | —        |          |          |
| 2010–11      | Djurgårdens IF Hockey | SEL          | 52 | 5             | 25            | 30            | 73            | 7             | 0 | 3        | 3        | 6        |          |          |
| 2011–12      | Djurgårdens IF        | SEL          | 36 | 2             | 15            | 17            | 32            | —             | — | —        | —        | —        |          |          |
| 2011–12      | Jokerit               | SM-l         | 16 | 1             | 7             | 8             | 26            | 10            | 3 | 3        | 6        | 18       |          |          |
| 2012–13      | HC Slovan Bratislava  | KHL          | 17 | 0             | 2             | 2             | 18            | —             | — | —        | —        | —        |          |          |
| 2012–13      | Oulun Kärpät          | SM-l         | 14 | 0             | 1             | 1             | 6             | 3             | 0 | 3        | 3        | 4        |          |          |
| Celkem v NHL | Celkem v NHL          | Celkem v NHL | 47 | 4             | 12            | 16            | 36            | —             | — | —        | —        | —        |          |          |

## Reprezentace
| Rok                       | Tým                       | Soutěž                    | Z  | G | A | B | TM |
| ------------------------- | ------------------------- | ------------------------- | -- | - | - | - | -- |
| 1996                      | Švédsko 18                | MEJ                       | 5  | 1 | 1 | 2 | 14 |
| 1997                      | Švédsko 20                | MSJ                       | 6  | 1 | 0 | 1 | 2  |
| 1998                      | Švédsko 20                | MSJ                       | 1  | 0 | 0 | 0 | 2  |
| Juniorská kariéra celkově | Juniorská kariéra celkově | Juniorská kariéra celkově | 12 | 2 | 1 | 3 | 18 |